# Smalininkai
Smalininkai est une ville de Lituanie située dans l'apskritis de Tauragė.

## Démographie
En 2007, sa population était d'environ 600 habitants.

## Histoire
Depuis la paix du lac de Melno en 1422, la ville était située à la frontière entre le grand-duché de Lituanie et l’ordre Teutonique. En 1454, le roi Casimir IV Jagellon place la région sous l’autorité de la couronne du royaume de Pologne, sur requête de la Ligue de Prusse, opposée à l’ordre Teutonique. Après la guerre de Treize Ans, le village devient un fief polonais sous l’autorité des chevaliers Teutoniques et se trouve sur le territoire de l’union de Pologne-Lituanie, devenue ensuite la république des Deux Nations.
Smalininkai passe dans le royaume de Prusse au 18e siècle, puis dans l’Empire allemand, et la province de Prusse-Orientale, en 1871.
En 1845, le village devient une paroisse, et une église y est construite en 1878. À la fin du 19e siècle, environ 700 habitants y vivaient principalement de l’agriculture, de la navigation et du commerce du bois. De larges quantités d’alcool était vendu à la Russie, tandis que les polonais y achetaient des pipes en bois. Le chemin de fer arrive en 1902 avec une ligne reliant Smalininkai à Pagėgiai.
La Lituanie obtient son indépendance en 1918, et la région de Tauragė y est rattachée en 1923. En 1925 le village compte 1741 habitants. Il est annexé par l’Allemagne nazie en 1939, et incorporé à l'arrondissement de Tilsit-Ragnit jusqu’à la fin de l’occupation allemande en 1945.